# التاريخ السري لتآمر بريطانيا مع الأصوليين (كتاب)
التاريخ السري لتآمر بريطانيا مع الأصوليين (بالإنجليزية: Secret Affairs: Britain's Collusion with Radical Islam) هو كتاب من تأليف الكاتب الصحفي والمؤرخ البريطاني مارك كورتيس، صدر باللغة الإنجليزية عام 2010م، وصدرت ترجمته للمرة الأولى عام 2012م عن المركز القومي للترجمة وقام بنقله إلى العربية كمال السيد.

## نبذة عن المؤلف
- هو كاتب صحفي ومستشار[ ؟ ] ومؤرخ بريطاني.
- تضمنت كتبه السابقة كتابين حققا أفضل المبيعات، هما: «شبكة الخداع العنكبوتية: دور بريطانيا في العالم»، و«معاهدة الشعب: انتهاكات بريطانيا السرية لحقوق الإنسان».
- عمل من قبل زميلاً باحثاً في المعهد الملكي للشؤون الدولية، ومديراً لحركة التنمية الدولية، ورئيساً لقسم السياسة في مؤسسة المعونة بالعمل والمعونة المسيحية.[2]
- تحقق كتبه عادة أفضل المبيعات، وهو يبذل مجهوداً كبيراً في البحث والتدقيق من أجل توثيق الوقائع والمعلومات التي تتضمنها هذه الكتب.[3]

## المترجم في سطور
- هو مترجم له باع طويل في عملية الترجمة حيث ترجم 22 كتاباً من الإنجليزية والفرنسية إلى العربية.
- عمل محرراً بمركز الأهرام للدراسات السياسية والاقتصادية، وفي مجلة الطليعة، وفي الأهرام اليومي، وفي مركز الأهرام للترجمة والنشر الذي أصبح مديراً عاماً له.
- شارك في تأليف كتاب، وله مقالات كثيرة في الطليعة والأهرام.
- قدم بعض البحوث في مؤتمرات عربية ودولية.[4]

## فكرة عامة عن الكتاب
يقول مؤلف الكتاب أنه يستند إلى الوثائق الرسمية البريطانية التي رفعت عنها السرية، خاصة وثائق الخارجية والمخابرات، والتي يرى الكاتب أنها «تفضح» تآمر الحكومة البريطانية مع المتطرفين والإرهابين، دولاً وجماعات وأفراداً، في أفغانستان وإيران والعراق والسعودية وليبيا وسوريا ومصر والبلقان وبلدان رابطة الدول المستقلة حديثاً، وحتى في نيجيريا التي تآمرت بريطانيا على خلافة صكتو فيها في أوائل القرن العشرين؛ وذلك لتحقيق مصالحها الاستراتيجية والسياسية والاقتصادية. ويوضح المؤلف كم كانت بريطانيا ماهرة وماكرة في التلاعب بكل الأطراف، وأن أكثر من استغلتهم ثم نبذتهم عندما لم يعد لهم جدوى وانتفى الغرض منهم، هم «المتأسلمون» كما يصفهم الكاتب، بدءاً من الإخوان المسلمين، للسعودية، لبن لادن، والشيع الأفغانية، للفرق الإندونيسية. ويعرض الكتاب أن المصلحة الخاصة كانت من الأساس في سياسة بريطانيا الخارجية، وأن المباديء والقيم ليس لها مكان فيها، وأنها استندت في ذلك إلى سياسة «فَرِّق تَسُد»، وتقلبت في التعامل مع كل الأطراف المتضاربة، فبعد أن مولت طالبان وسلحتها انقلبت عليها، وساندت حيدر علييف الشيوعي السابق، عضو المكتب السياسي للحزب الشيوعي السوفيتي ومن رؤساء الـ«كي جي بي» والذي أباد خصومة بوحشية، ضد معارضيه، وبعد أن تآمرت مع الولايات المتحدة لإعادة الشاه لعرشه في 1953م بتدبير انقلاب على القائد الوطني محمد مصدق، رفضت طلبه للجوء إليها بعد إطاحة الخميني، وكان وزراؤها صادقين في اعترافهم بأن هذه هي سياسة بلادهم عندما قال أحدهم: إن هذا عمل لا يتسم بالشرف لكنها حسابات المصالح، وبعد عداء مرير لعدم الانحياز قالت مارجريت تاتشر وهي سياسية بريطانية، وهي المرأة الوحيدة التي شغلت منصب رئيسة وزراء في تاريخ بريطانيا العظمى: إن أفغانستان بلد من بلدان حركة عدم الانحياز العظيمة! وبعد إدانتها للمتمردين عادت لتقول: إن كلمة المتمردين خاطئة، وإنهم مقاتلون في سبيل التحرير، وبعد رفض الإسلام، رجعت لتقول إنه بديل جيد للماركسية، وإن الحكم الديني الإسلامي مَصدٌّ للسوفيت.
ويعرض الكتاب دور بريطانيا القيادي والمستمر في التآمر مع من يصفهم الكاتب «بالمتأسلمين»، ثم تحولها إلى «جزمة» – كما يقول – في قدم الأمريكيين، تقوم بالأعمال القذرة التي يأنف الآخرون القيام بها. ويضرب الكتاب أمثلة للرياء البريطاني، أشهرها «إسراف» السيدة تاتشر في التزلف للسعودية التي أصبحت بريطانيا معتمدة عليها اقتصادياً، وإفراطها في الحديث عن «عظمة الملك فهد وحكمته»، وبعد نظر الحكومة السعودية في مناسبات كثيرة، وكذلك حديثها عن «بعد نظر وروعة» محمد ضياء الحق رئيس باكستان، والمحرك الأول بجانب السعودية، لما يصفه الكاتب بالإرهاب العالمي، كذلك حديثها عن بعد نظر الشاه وخبرته التي لا تبارى. وعلى ذلك، ففي جنازته في القاهرة أرسلت أمريكا ريتشارد نيكسون للمشاركة، وأرسلت فرنسا سفيراً واكتفت بريطانيا بموظف في السفارة.

### نماذج مما حواه الكتاب عن طبيعة السياسة البريطانية

غلاف الكتاب الأصلي باللغة الإنجليزية.

فيما يلي بضع نماذج مما حواه الكتاب عن طبيعة السياسة البريطانية التي شاركتها الولايات المتحدة كثيراً من آثامها:
- كانت بريطانيا هي المحرك والموجه للقوى المتأسلمة في تصديها للقومية والمدنية[ ؟ ]، وفي هذا خططت لاغتيال قادتها في مصر وسوريا والعراق وإندونيسيا خاصة جمال عبد الناصر وسوكارنو.
- إن جميع الحروب التي اتخذت طابعاً جهادياً لعبت بريطانيا الدور الرئيسي فيها في أفغانستان للبوسنة حتى الحرب بين أذربيجان وأرمينيا حول ناجورنو كاراباخ والحرب في كشمير وفي بلدان رابطة الدول المستقلة.
- إنها شجعت الملا عمر قائد طالبان على أن يوافق في محادثاته مع الأمير تركي رئيس المخابرات السعودية على تسليم بن لادن، وهو نفس ما عرضه حسن الترابي «المتأسلم»، ودفعت السعودية لتخصيص الملاين من الدولارات لإبادة الجيش العراقي في 1991م، وشجعت بن لادن على أن يعرض على السعوديين أن تدافع قواته بعد أفغانستان عن المملكة، ولكن هؤلاء فضلوا نشر نصف مليون جندي أمريكي (كافر) للدفاع عن أرض الحرمين، ووافقت على ضم مجاهدين حاربوا في أفغانستان إلى الحرس الوطني السعودي بعد عودتهم وتولت تدريبهم، ودفعت هي والأمريكيون الشيعة في جنوب العراق للثورة على صدام حسين، ثم تخلتا عنهم، بل وقامتا بحماية قوات صدام التي سحقتهم وذبحت آلافاً منهم.
- إنها أعلنت أنها لن تربط سياسة التجارة والدفاع بقضايا حقوق الإنسان، وذلك في تعاملها مع السعودية وباكستان وغيرها من الدول التي تمتهن كرامة البشر، بل وأعلنت أن كل بلد حر فيما يفعله بمواطنيه.
- إنها قامت هي وأمريكا باختبار أسلحة جديدة فتاكة في أفغانستان لبيان مدى فاعليتها، ومن جانب آخر وردت أسلحة لم تثبت فاعليتها في حربها في فوكلاند لأتباعها المتأسلمين في حروبهم، وهربت لهم أسلحة سوفيتية حتى لا يعرف مصدرها. وأرسلت حمولة 100 طائرة من القذائف لأحمد شاه مسعود في أفغانستان وتولت تهريب المجاهدين الأفغان بأسماء مزورة لبريطانيا لتدريبهم في معسكرات هناك.
- إنهم مع تزلفهم للسعوديين بل وتذللهم لهم، كانوا ينفسون عليهم أشياءهم، فيقول السفير ديلي موريس: «إنها مأساة أن تركز العناية الإلهية مع كل ما يحتاجه العالم، هذا القدر من الموارد والثروة في أيدي ناس لا يحتاجونه ويتسمون بقدر كبير من عدم المسئولية بشأن استخدامه، ويعتبرون باقي العالم موجوداً لخدمتهم». ويقول سفير بريطاني آخر عن الملك سعود: إنه «يبدو أنه ليس لديه فكرة عن أن الأموال ينبغي إنفاقها على أغراض أخرى غير نزواته الشخصية، أو أن هناك حدوداً لما يمكن أن يأتي منها». كذلك يوضح الكاتب أن البريطانيين اقترحوا على وكالة المخابرات المركزية، استغلال انقسامات الأسرة لإسقاط سعود، وأنهم رغم مداهنتهم للسعوديين كانوا حريصين على إقامة علاقات بمن يمكن أن يكونوا بدلاء لبيت آل سعود، بمن فيهم المعارضون السعوديون في لندن، رغم أن أحد سفرائهم أعلن في تعليقه على الوضع في السعودية: "أن مصالحنا تتحقق على أفضل وجه بنظام استبدادي يحافظ على الارتباط بالغرب بأكثر مما تحقق بديمقراطية تندفع منحدرة نحو الشيوعية والفوضى[ ؟ ]".
- إن البريطانيين نظروا للعرب باستمرار نظرة دونية، فكما يقول الكتاب فإن السير كونجريف «إن العرب، مسلمين ومسيحيين ويهود كلهم بهائم، ومصيرهم لا يعادل حياة إنجليزي واحد». كذلك عارض تشرشل إقامة دولة نيابية عربية في فلسطين، وقال: إن العرب أقل شأناً وقدرة من اليهود. ومع ذلك، فمثالاً لعدم مبدئية البريطانيين، فإنه مع ظهور بوادر الحرب العالمية في الأفق، ومع كل استغلال بريطانيا للإسلام، الذي أشادت به مارجريت تاتشر حتى ظننا أنها ستعتنقه، فإنها لم تعتبره أبداً حليفاً استراتيجياً واعتبره تشرشل «القوة الأكثر رجعية في العالم»، ورغم تعاونها مع القوى المتأسلمة، فقد اعتبرتها دوماً معادية لها، رغم أنها ضمت جحافل من المتأسلمين وقدمت لهم مساعدات مادية ولوجستية جمة، لدرجة أن لندن سميت لندنستان، بل وكانت بريطانيا إبان حكمها للهند التي تضم 20 مليون مسلم آنذاك، تقول إنها أكبر دولة إسلامية في العالم.
- إنها كانت باستمرار تنكث وعودها للعرب، فبعد أن أوهمت الشريف حسين أنها ستنصبه خليفة للعرب بعد هزيمة العثمانيين، أخذت صف ابن سعود لأن مطالبه اقتصرت على الجزيرة العربية، رغم أنه في حربه مع حسين قتلت 400 الف لأنها لم تكن تأخذ أسرى وهرب أكثر من مليون، وعند انتصاره شنق 40 ألف وبتر أعضاء 350 ألفاً. وبعد سب تشرشل لابن سعود قال: «إن إعجابي به لشديد لولائه لنا الذي لا يتزعزع»، بل وأرسل قوات بريطانية لضرب جزء من قوات ابن سعود المناوئين لبريطانيا الذين تمردوا عليه. وفي المقابل وفرت السعودية لبريطانيا موطئ قدم في قلب العالم الإسلامي، في أرض الحرمين[ ؟ ].

تلك عينة صغيرة مما أورده الكتاب من جرائم بريطانيا في العالم الإسلامي، ومع ذلك لم ينس الكتاب إنجازات الأمريكيين الذين بزّوا البريطانيين في هذا الصدد. فقد اعترف هؤلاء بأن جمال عبد الناصر أجبرهم على مساندة نظم ظلامية ورجعية وضارة بسمعة مؤيديها، وأنهم جعلوا القومية عدوهم الأول، ونال اليساريون الجزء الأول من اهتمامهم، فقد لعبوا الدور الأساسي في ذبح أعضاء حزب توده الإيراني في 1953م، وفي إبادة الحزب الشيوعي الإندونيسي الذي كان يضم مليوني عضو على أيدي صديقهم سوهارتو ومن معه من المتأسلمين، كذلك فعلوا في العراق والأردن وفي أفغانستان التي كان عميلهم قلب الدين حكمتيار فيها يسلخ جلود أعدائه، خاصة اليساريين أحياء، فقد ساندوه بكل قوتهم، رغم أن الكونجرس قال إنه أكثر القادة الأفغان فساداً.
ويبرز الكتاب دور أمريكا وتابعتها بريطانيا في تأييد الدكتاتور (ضياء وسوهارتو والشاه وغيرهم) والملك (آل سعود وحسين وقابوس) وآية الله (الملالي في انقلاب 1953 ثم الخميني قبل أن تنقلب عليه، وكذلك ملالي طالبان قبل أن توليهم ظهرها لرفضهم توقيع عقد نفط مع شركة أمريكية). وقد أجبر الأمريكيون السعوديين على تمويل سلسلة من حروبهم ليس فقط في أفغانستان، بل في أنجولا وزائير وتشاد والفلبين وبلدان رابطة الدول المستقلة، بل ودفع السعوديون مليوني دولار لوكالة المخابرات المركزية للحيلولة دون نجاح الحزب الشيوعي الإيطالي. كذلك مول السعوديون مؤامرة في لبنان دبرتها أمريكا وشاركت فيها بريطانيا لاغتيال محمد حسن فضل زعيم حزب الله وقتل فيها 80 شخصاً وجرح 400، ومع ذلك نجا فضل الله، واضطرت السعودية لدفع مليوني دولار له ليكف عن مهاجمة أمريكا. وقد أورد الكتاب أن السعودية وأمريكا دفع كل منهما 3 مليارات دولار للحرب على أفغانستان، وأن حكمتيار وحده حصل منها على 600 مليون دولار وحصلت القاعدة على 300 مليون دولار، وقد جندت مخابرات أمريكا كثيرين من قادة المتأسلمين، منهم سعيد رمضان مؤسس التنظيم الدولي للإخوان الذين يقال إنهم مولوه بمبلغ 10 ملايين دولار، وأجبروا الأردن على منحه جواز سفر. وورد أن أمريكا بدأت من أوائل الخمسينيات تمول الإخوان في مصر وتساعدهم في سوريا لتدبير مؤامرتين، وتعاونت معهم هي وشركة أرامكو لتكون خلايا منهم في السعودية لمحاربة القومية العربية. كذلك تآمرت أمريكا مع المتأسلمين الذين كانوا يتحدون النظام السوفيتي في آسيا الوسطى من بين رجال القبائل. وكان دور أمريكا بارزاً في تمويل ملالي إيران وتسليحهم في انقلاب 1953، وحتى بعد الثورة على الشاه أغدقت أمريكا بعدها على الملالي قبل أن تنقلب عليهم، بحيث راجت نكتة في طهران كما يقول أشرف بهلوي بأنك إذا رفعت ذقن أحد الملالي فسترى عبارة «صنع في أمريكا».
تلك قلة من أمثلة يذخر بها الكتاب عن استغلال الثالوث الغير المقدس، أمريكا[ ؟ ] وبريطانيا والسعودية، للمتأسلمين وتحالفهم معهم في تنفيذ استراتيجياتهم، ولكن السحر انقلب على الساحر في كثير من الأحيان، وانقلب المتأسلمون على صناعهم؛ مما أثار حرباً شعواء بين الطرفين، وجعل السعودية تعود إلى «الأسلمة المنضبطة» وتضيق على المتأسلمين فتقطع المعونة عن الإخوان وتعدم بعض المتطرفين، وتسحب جواز سفر بن لادن وتستهدفه. وقد جعل هذا بريطانيا وأمريكا أكثر حرصاً في تعاملهم مع المتأسلمين، وإن ظلت لهم اليد الطولى واستمروا في استغلالهم رغم صخب هؤلاء في إعلان العداء لهما.

## السعوديةوباكستانصناعة بريطانية
يؤكد الكتاب أن الحكومات البريطانية، من العمال والمحافظين على حد سواء في سعيها لتحقيق ما يسمى «المصلحة الوطنية» في الخارج، تواطأت عقوداً طويلة مع القوى الإسلامية المتطرفة، بما في ذلك التنظيمات الإرهابية، فقد تسترت عليها، وعملت إلى جانبها وأحياناً دربتها ومولتها، بغية الترويج لأهداف محدده للسياسة الخارجية وغالباً ما فعلت الحكومات ذلك في محاولات يائسة للحفاظ على قوة بريطانيا العالمية التي عانت من أوجه ضعف متزايدة في مناطق أساسية من العالم؛ نظراً لعجزها عن أن تفرض إرادتها من جانب واحد وافتقارها لحلفاء آخرين. ومن ثم فالقصة ترتبط في الصميم بقصة انهيار الإمبراطورية البريطانية ومحاولة الإبقاء على نفوذها في العالم.
وقد أقامت بريطانيا مع بعض القوى الإسلامية المتطرفة تحالفاً استراتيجياً دائماً لضمان تحقيق أهداف السياسة الخارجية الأساسية طويلة الأجل، ودخلت في زواج مصلحة واتحاد وثيق العرى بصورة مؤقتة مع قوى أخرى منها لتحقيق نتائج محددة قصيرة الأجل. وقد أشار بعض المحللين إلى أن الولايات المتحدة تعهدت أسامة بن لادن والقاعدة، ولكن هذه التقارير خلت من الحديث عن دور بريطانيا في تشجيع الإرهاب الإسلامي على الدوام، ولم تجر رواية القصة كاملة مطلقاً، ومع ذلك، فقد كان تأثير هذا التواطؤ على صعود التهديد الإرهابي أشد من تأثير الثقافة الليبرالية البريطانية أو الإلهام بالجهاد الذي أثاره احتلال العراق.
وكان أقرب مدى وصلت إليه وسائل الإعلام السيارة لهذه القصة في الفترة التي تلت 7 يوليو مباشرة، عندما كشفت التقارير المتفرقة، الصلة بين أجهزة الأمن البريطانية والمتشددين المتأسلمين الذين كانوا يعيشون في لندن. فقد توارد أن بعضاً من هؤلاء الأشخاص كانوا يعملون عملاء أو مخبرين لبريطانيا إبان انخراطهم في أعمال الإرهاب في الخارج. ومن الجلي أن البعض منهم كانت تحميه أجهزة الأمن البريطانية عندما كان مطلوباً من قبل حكومات أجنبية. ذلك جزء مهم لكنه صغير فحسب من صورة أكبر كثيراً تتعلق أساساً بسياسة بريطانيا الخارجية.
لقد تواطأت هوايتهول (مقر مكاتب الحكومة البريطانية) مع مجموعتين من القوى الفاعلة المتأسلمة كانت لهما ارتباطات قوية ببعضهما البعض. تضم المجموعة الأولى دولاً أساسية راعية للإرهاب المتأسلم، وأهم دولتين هما حليفتا بريطانيا الرئيسيتان اللتان ترتبط معهما لندن بشراكة إستراتيجية قديمة العهد – باكستان والسعودية. فقد تستر مخططو السياسة الخارجية بصورة دائمة على سياسة السعوديين والباكستانيين الخارجية، واعتبروا أن هاتين الدولتين حليفتين رئيسيتان حالياً فيما كان يوصف حتى وقت قريب بأنه الحرب على الإرهاب. ومع ذلك، فإن مدى رعاية الرياض وإسلام آباد للإسلام المتطرف في شتى أنحاء العالم يخسف تعهد البلدان الأخرى له، خاصة الأعداء الرسميين مثل إيران وسوريا، فقد كانت السعودية، خاصة بعد ازدهار أسعار النفط في 1973م التي دفع بها إلى وضع الدولة عالمية التأثير، مصدر مليارات الدولارات التي تدفقت لدعم قضية الإسلام المتطرف، بما في ذلك المجموعات الإرهابية العاملة في شتى أنحاء العالم. ويمكن المحاجة بمثال جيد هو أن القاعدة هي جزئياً من خلق السعودية خليفاً لبريطانيا؛ نظراً للروابط المباشرة التي قامت بين المخابرات السعودية وبن لادن منذ السنوات الأولى للجهاد ضد السوفيت في أفغانستان في ثمانينيات القرن الماضي.
وفي الوقت نفسه، كانت باكستان راعياً رئيسياً لمجموعات إرهابية شتى منذ استيلاء الجنرال محمد ضياء الحق على السلطة في انقلاب عسكري وقع في 1977م، فقد أخرج العمل العسكري بعض الجماعات إلى حيز الوجود وبعد ذلك جرى تعهدها بالسلاح والتدريب. إن مفجري قنابل 7 يوليو وغيرهم ممن أصبحوا إرهابيين بريطانيين هم جزئياً نتاج لعقود متتالية من الرعاية الباكستانية الرسمية لهذه الجماعات. وحالياً، فإن الشبكات التي تتخذ من باكستان مقراً لها هي التي تمثل أكبر خطر على بريطانيا، وتحتل موقع المركز بالنسبة للإرهاب العالمي، وربما أضحت حتى أكثر أهمية من القاعدة، رغم تركيز الإعلام الغربي على بن لادن.
إن كلاً من باكستان والسعودية صنيعتان بريطانيتان، فقد تشكلت السعودية بصورة دموية في عشرينيات القرن الماضي بدعم عسكري ودبلوماسي بريطاني، في حين اقتطعت باكستان من الهند في 1947م بمساعدة المخططين البريطانيين. ويتقاسم هذان البلدان - وإن اختلفا تماماً بطرق كثيرة - افتقاراً أساسياً للمشروعية غير كونهما «دولتين إسلاميتين». وقد كان الثمن الذي تكبده العالم لرعايته للصيغ المتطرفة على نحو خاص من الإسلام – والدعم البريطاني لهما - باهظاً جداً. وفي ضوء تحالفهما مع بريطانيا، لا غرو في أن الزعماء البريطانيين لم يدعوا إلى قصف إسلام أباد والرياض بالقنابل أسوة بكابول وبغداد؛ حيث إن من الواضح أن الحرب على الإرهاب لا تتم بهذا القصد، وإنما هي نزاع مع أعداء حددتهم واشنطن[ ؟ ] ولندن بصفة خاصة. وقد ترك هذا قدراً كبيراً من البنية الأساسية العالمية للإرهاب سليماً لم يمس؛ مما يثير مزيداً من الأخطار بالنسبة للعامة في بريطانيا والعالم.
والمجموعة الثانية من القوى الفاعلة المتأسلمة التي تواطأت معها بريطانيا هي الحركات والمنظمات المتطرفة. ومن بين أكثر هذه الحركات نفوذًا التي تظهر طوال هذا الكتاب، الإخوان المسلمون، التي تأسست في مصر في 1928م وتطورت لشبكة لها تأثيرها على النطاق العالمي، والجماعة الإسلامية[ ؟ ] التي تأسست في الهند البريطانية في 1941م، وأصبحت قوة سياسية وأيديولوجية كبرى في باكستان. كما عملت بريطانيا سراً إلى جانب حركة دار السلام في إندونيسيا، والتي وفرت مرتكزات أيديولوجية مهمة لتطور الإرهاب في هذا البلد. ورغم أن بريطانياً تعاونت أساساً مع الحركات السنية في الترويج لسياستها الخارجية، فإنها لم تنفر في بعض أوقات من التستر على القوى الشيعية، مثل المتطرفين الشيعة الإيرانيين في خمسينيات القرن الماضي وقبل الثورة الإسلامية في 1979م وبعدها.
بيد أن بريطانيا شاركت أيضاً في عمليات وحروب سرية إلى جانب تشكيلة من المجموعات الجهادية الصراح، وارتبطت في بعض الأحيان بالحركات التي تم ذكرها. وقد روجت هذه الجماعات لأشد جداول الأعمال الدينية والسياسية رجعية، وارتكبت على نحو روتيني فظائع مروعة ضد المدنيين. وقد بدأ التواطؤ من هذا النوع في أفغانستان في ثمانينيات القرن الماضي، عندما ساندت بريطانيا سراً إلى جانب الولايات المتحدة والسعودية وباكستان، المقاومة من أجل هزيمة الاحتلال السوفيتي لهذا البلد. وجرى تقديم دعم عسكري ومالي ودبلوماسي للقوى الإسلامية التي سرعان ما نظمت نفسها وهي تجبر السوفيت على الانسحاب، في شبكات إرهابية جاهزة لضرب أهداف غربية. وبعد الجهاد في أفغانستان، أجرت بريطانيا تعاملات سرية من نوع أو آخر مع متشددين في منظمات إرهابية شتى، بما في ذلك حركة الأنصار الباكستانية، والجماعة الإسلامية المقاتلة الليبية، وجيش تحرير كوسوفو، وكانت لها جميعاً روابط قوية مع قاعدة بن لادن، وجرى الاضطلاع بعمليات سرية مع هذه القوى وغيرها في آسيا الوسطى، وشمال أفريقيا وشرقي أوروبا.
ورغم أن الدعوى التي أقدمها هي أن بريطانيا قد أسهمت بصورة تاريخية في تطور الإرهاب العالمي، إلا أن التهديد الحالي الذي يواجه بريطانيا ليس ببساطة «ارتداداً على الأعقاب»، حيث إن تواطؤ هوايتهول مع الإسلام المتطرف مستمر، وإن كان في شكل مختلف. فالمخططون لا يواصلون علاقاتهم الخاصة مع الرياض وإسلام آباد فحسب، بل ويتآمرون أيضًا مع جماعات مثل الإخوان المسلمين في مصر، والشيعة الإسماعيلية في العراق، يتآمرون في الواقع مع عناصر من طالبان في أفغانستان في مسعى يائس للتصدى للتحديات الكثيرة الراهنة التي تواجه وضع بريطانيا في الشرق الأوسط.
وترجع جذور تعاون بريطانيا مع الإسلام المتطرف إلى سياسة «فرق تسد» التي اتبعت في عهد الإمبراطورية البريطانية، عندما كان المسئولون البريطانيون يسعون بانتظام إلى تعهد مجموعات إسلامية أو أفراد مسلمين للتصدي للقوى الوطنية الناهضة التي كانت تتحدى الهيمنة البريطانية. فمن المعروف أن المخططين البريطانيين ساعدوا في خلق الشرق الأوسط الحديث إبان الحرب العالمية الأولى، وبعدها تنصيب حكام في أراض وبلدان حددها المخططون البريطانيون. لكن السياسة البريطانية انطوت أيضاً على السعي إلى إعادة الخلافة في قيادة العالم الإسلامي، إلى السعودية، الخاضعة للسيطرة البريطانية، وهي إستراتيجية كان لها أهمية هائلة بالنسبة لمستقبل المملكة السعودية وباقي العالم.
وبعد الحرب العالمية الثانية، واجه المخططون البريطانيون خسارة وشيكة للإمبراطورية وصعود قوتين عظميين جديدتين، لكنهم كانوا قد عقدوا العزم على الحفاظ على أقصى ما يمكن من النفوذ السياسي والتجاري في العالم. ورغم أن جنوب شرق آسيا وأفريقيا كانا مهمين بالنسبة للمخططين البريطانيين، أساساً بسبب مواردهما من المواد الخام، فقد كان الشرق الأوسط هو الذي تريد لندن ممارسة نفوذها عليه، بسبب احتياطياته الهائلة من النفط. ومع ذلك فقد ظهر فيه عدو رئيسي اتخذ شكل القومية العربية الرائجة بقيادة الزعيم جمال عبد الناصر في مصر، التي سعت للنهوض بسياسة خارجية مستقلة وإنهاء اعتماد دول الشرق الأوسط على الغرب. ولاحتواء هذا التهديد، لم تساند بريطانيا والولايات المتحدة ملكيات وقيادات اقطاعية محافظة موالية للغرب فحسب، وإنما أقامتا علاقات سرية مع قوى متأسلمة، خاصة الإخوان المسلمين، لزعزعة استقرار الحكومات ذات النزعة القومية والإطاحة بها.
ومع سحب بريطانيا لقواتها العسكرية من الشرق الأوسط في أواخر الستينيات، اعتبرت قوى متأسلمة مثل النظام السعودي، ومرة أخرى الإخوان المسلمون، قائمة مقامها في الحفاظ على مصالح بريطانيا في المنطقة، لمواصلة زعزعة النظم الشيوعية والقومية، أو كقوة عضلية تدعم حكومات الجناح اليميني الموالية للبريطانيين. وبحلول سبعينيات القرن الماضي، كانت القومية العربية قذ هزمت فعلياً باعتبارها قوة سياسية، جزئياً بفضل المعارضة الأنجلوأمريكية لها، وحلت محلها لحد كبير قوة الإسلام المتطرف الصاعدة، والتي اعتبرتها لندن ثانية سلاحاً تحت الطلب لدحر بقايا القومية العلمانية والشيوعية في دول رئيسية مثل مصر والأردن.
وبعد أن أفرغت حرب أفغانستان في الثمانينيات من القرن الماضي تشكيلة من القوى الإرهابية، بما في ذلك القاعدة، بدأ ارتكاب الأعمال الوحشية الإرهابية أولاً في البلاد الإسلامية، ثم في أوروبا والولايات المتحدة في التسعينيات. ومع ذلك، فالأمر الحاسم في هذه القصة هو أن بريطانيا استمرت في اعتبارها أن بعض هذه الجماعات مفيدة، أساساً بوصفها قوات لحرب العصابات تقوم مقامها في أماكن جد مختلفة على غرار البوسنة وأذربيجان وكوسوفو وليبيا، وهناك استخدمت إما للمساعدة في تحطيم الاتحاد السوفيتي وتأمين المصالح الكبرى في النفط أو لمحاربة النظم القومية، والتي تمثلت هذه المرة في نظام سلوبودان ميلوسيفيتش في يوغوسلافيا ومعمر القذافي في ليبيا.
وطوال هذه الفترة، وجدت جماعات جهادية ومجاهدون أفراد ملاذًا آمناً في بريطانيا، وحصل البعض منهم على حق اللجوء السياسي، مع مواصلة الانخراط في أعمال الإرهاب في الخارج. ولم تتسامح هوايتهول فحسب مع تطور «لندنستان» – العاصمة التي تعمل قاعدة ومركز تنظيم لجماعات جهادية كثيرة، بل وشجعت ذلك – حتى وإن وفر هذا «ضوءاً أخضر» بحكم الأمر الواقع لذلك الإرهاب. وأظن أن بعض العناصر، على الأقل في المؤسسة البريطانية، سمحت للجماعات المتأسلمة بأن تعمل انطلاقاً من لندن ليس فقط لأنها كانت تقدم معلومات لأجهزة الأمن، ولكن أيضًا لأنها كانت تعد مفيدة بالنسبة للسياسة الخارجية البريطانية، خاصة في الحفاظ على شرق أوسط منقسم سياسياً – وهو هدف قديم العهد للمخططين في عصر الإمبراطورية وفيما بعد الحرب – وكرافعة للتأثير على سياسات الحكومات الخارجية.
وقد اعتبرت القوة الإسلامية المتطرفة مفيدة بالنسبة لهوايتهول بخمس طرق: بصفتها قوة عالمية مضادة تتصدى للأيديولوجيات القومية العلمانية والشيوعية السوفيتية، في حالتي السعودية وباكستان، وبصفتها قوة عضلية محافظة داخل البلدان لدحر القوميين العلمانيين ومساندة النظم الموالية للغرب، وبصفتها قوة صدام تزعزع استقرار الحكومات وتطيح بها، وبوصفها قائم مقام قوة عسكرية لخوض الحروب، وبوصفها أدوات سياسية لدفع الحكومات للتغيير.
ورغم أن بريطانيا أقامت علاقات خاصة قديمة العهد مع السعودية وباكستان، فإنها لم تقم تحالفاً استراتيجياً مع الإسلام المتطرف في حد ذاته. ففيما وراء هاتين الدولتين، تمثلت سياسة بريطانيا في التعاون مع القوى المتأسلمة في اعتبارها مسألة تتعلق بفرص تحقق غرضاً معيناً، رغم أنه ينبغي القول: إن هذا كان على الأصح تعاوناً منتظماً. ومرة تلو الأخرى، تكشف وثائق التخطيط التي ترفع عنها السرية أن المسئولين البريطانيين كانوا يدركون تماماً أن المتعاونين معهم معادون للغرب وللإمبريالية ولا يتحلون بالقيم الاجتماعية الليبرالية أو أنهم إرهابيون فعلاً. لم تتعاون هوايتهول مع هذه القوى لأنها تتفق معها، لكن لمجرد أنها كانت مفيدة في لحظات معينة. ويبدو أن الجماعات المتأسلمة قد تعاونت مع بريطانيا للأسباب نفسها المتعلقة بتحقيق المصلحة الخارجية، ولأنها كانت تقاسمها نفس الكراهية للقومية الرائجة. وقد عارضت هذه القوة المتأسلمة، الإمبريالية البريطانية في الشرق الأوسط مثلما تعارض الاحتلال الراهن للعراق وأفغانستان، لكنها لم تعارض بأية حال السوق الحرة أو السياسات الاقتصادية الليبرالية الجديدة التي تتبعها الحكومات الموالية للغرب التي تساندها بريطانيا في المنطقة.
والأمر الحاسم، هو أن التواطؤ البريطاني مع الإسلام المتطرف ساعد أيضاً في الترويج لهدفين استراتيجيين جغرافيين كبيرين للسياسة الخارجية. الأول هو ضمان النفوذ والسيطرة على موارد رئيسية للطاقة، والتي تعتبر دائماً في وثائق التخطيط البريطانية لدعم القوى المتأسلمة والانحياز لها بصفة عامة على الإبقاء على حكومات في السلطة أو تنصيب حكومات تتبع سياسات نفطية ودية تجاه الغرب.
وكان الهدف الثاني هو الحفاظ على مكانة بريطانيا في نظام مالي دولي موال للغرب. فقد استثمر السعوديون مليارات الدولارات في اقتصادي الولايات المتحدة وبريطانيا ونظمها المصرفية، وبالمثل فإن لبريطانيا والولايات المتحدة استثمارات وتجارة ضخمة مع السعودية، وهذا هو ما يحميه التحالف الاستراتيجي مع الرياض. ومنذ الفترة 73-1975م، عندما أجرى المسئولون البريطانيون سراً طائفة متنوعة من الصفقات مع السعوديين لاستثمار إيراداتهم من النفط في بريطانيا، كما كان هناك ميثاق أنجلو-أمريكي سعودي ضمني للحفاظ على هذا النظام؛ مما استلزم غض لندن وواشنطن الطرف عن أي شيء آخر ينفق السعوديون أموالهم عليه. وقد اصطحب هذا من الجانب السعودي، باستراتيجية لتمويل القضايا الإسلامية والجهادية و«بسياسة خارجية إسلامية ترمي إلى الإبقاء على أسرة سعود في السلطة».
وفي الترويج لهذه الاستراتيجية، تعاونت بريطانيا بصورة روتينية مع الولايات المتحدة، التي لها تاريخ مماثل من التواطؤ مع الإسلام المتطرف. وفي ضوء انهيار القوة البريطانية، تحولت العمليات الأنجلوأمريكية من أن تكون مشروعات مشتركة حقاً في السنوات الأولى التي أعقبت الحرب إلى مشروعات تشغل فيها هوايتهول مكان الشريك الأدنى منزلة، الذي يقدم عادة القوات المتخصصة السرية في عمليات تديرها واشنطن[ ؟ ]. وفي بعض الأوقات حلت بريطانيا باعتبارها الذراع السرية في واقع الأمر للحكومة الأمريكية، وقامت بالأعمال القذرة التي لم تكن تستطيع واشنطن القيام بها، أو لا تريد القيام بذلك. كما يؤكد الكتاب على أن استخدام بريطانيا للقوى الإسلامية لتحقيق أهداف سياسية يسبق في تاريخه استخدام الولايات المتحدة لها، وأن ذلك يرجع لعصر الإمبراطورية. وبالمثل، فقد عملت هوايتهول في عالم ما بعد الحرب بصورة مستقلة أحياناً عن واشنطن؛ وذلك لتحقيق مصالح بريطانية على نحو مستقل، مثل مؤامرتها للإطاحة بعبد الناصر في الخمسينيات أو إقامة لندنستان في التسعينيات.

## مصر والإخوان خلال الحرب
يقول مارك كورتيس شَهَدَت سنوات الحرب نمواً متواصلاً لحركة الإخوان المسلمين التي تطورت بقيادة حسن البنا إلى حركة جماهيرية متأسلمة. فقد أصبحت أكبر جمعية إسلامية في مصر وأقامت فروعاً لها في السودان والأردن وسوريا وفلسطين وشمال أفريقيا. ونادت جماعة الإخوان التي استهدفت إقامة دولة إسلامية تحت شعار «القرآن دستورنا» بالالتزام الصارم بأحكام الإسلام وقدمت بديلاً دينياً لكل من الحركات القومية العلمانية والأحزاب الشيوعية في مصر والشرق الأوسط – وهي قوى كانت قد طفقت تصبح بمثابة تحد رئيسي لقوة بريطانيا والولايات المتحدة في المنطقة.
وقد اعتبرت بريطانيا أن مصر مرتكز وضعها في الشرق الأوسط منذ أن أعلنت «الحماية» عليها في بداية الحرب العالمية الأولى. وسيطرت الشركات البريطانية على الاستثمار الأجنبي والحياة التجارية في البلاد، وأصبحت القاعدة العسكرية البريطانية في منطقة قناة السويس هي الأكبر في العالم عندما حان وقت الحرب العالمية الثانية. بيد أن السيطرة البريطانية على البلاد تعرضت للتحدي من قِبل كل من الحركة القومية المتنامية والقوى الإسلامية للإخوان المسلمين، في حين كان حليف لندن في البلاد في نهاية المطاف، هو حاكمها الملك فاروق، الذي تولى العرش في 1936م.
وقد دعا الإخوان المسلمون إلى الجهاد ضد اليهود إبان الثورة العربية في 1936-1939م في فلسطين، وأرسلوا متطوعين هناك بعد نداء وجهه المفتي، كما ساعدهم ضباط ألمان في بناء جناح عسكري. واعتبرت المنظمة البريطانيين قاهرين إمبرياليين لمصر، وأثارت الناس ضد الاحتلال العسكري البريطاني للبلاد، خاصة بعد تمرد فلسطين. وفي السنوات الأولى بعد الحرب العالمية الثانية، انطوت الاستراتيجية البريطانية إزاء الإخوان في مصر في الأساس على محاولة قمعهم. ومع ذلك، حظى الإخوان الذين تحالفوا مع اليمين السياسي، ففي ذلك الوقت، برعاية الملكية المصرية الموالية للبريطانيين، والتي بدأت تمول الإخوان في 1940م. فقد اعتبر الملك فاروق الإخوان معارضاً مفيداً لقوة الحزب السياسي الرئيسي في البلاد - حزب الوفد الوطني الليبرالي - والشيوعيين. ونبه تقرير للمخابرات البريطانية في 1942م إلى أن «القصر بدأ يرى أن الإخوان مفيدون وأضفى حمايته عليهم». وخلال ذلك الوقت، كانت السلطان ترعى كثيراً من الجمعيات الدينية في مصر لمعارضة خصومها أو تعزيز مصالح البريطانيين والقصر ومجموعات أصحاب النفوذ الآخرين.
وتم أول اتصال مباشر معروف بين المسئولين البريطانيين والإخوان في 1941م، في وقت رأت فيه المخابرات البريطانية أن الحشود المناصرة للمنظمة وخططها للتخريب ضد بريطانيا هما «أشد خطر يواجه الأمن العام» في مصر. وفي ذلك العام، كانت السلطات المصرية قد سجنت البنا تنفيذاً لضغوط بريطانية، ولكن عند إطلاق سراحه فيما بعد في ذلك العام أجرى البريطانيون أول اتصال مع الإخوان. ووفق بعض التقارير، عرض المسئولون البريطانيون مساعدة المنظمة «لشراء» مساندتها. وكثرت النظريات حول ما إذا كان البنا قد قبل عرض البريطانيين تقديم المساندة أم رفضة، لكن في ضوء الهدوء النسبي للإخوان لبعض الوقت عقب هذه الفترة، فإنه من المحتمل أن تكون المعونة البريطانية قد قبلت.
وبحلول 1942م كانت بريطانيا قد بدأت على وجه القطع في تمويل الإخوان. ففي 18 مايو عقد مسئولو السفارة البريطانية اجتماعاً مع أمين عثمان باشا رئيس وزراء مصر، نوقشت فيه العلاقات مع الإخوان وتم الاتفاق على عدد من النقاط، كان أحدها هي أن تدفع الحكومة المصرية سراً الدعم المقدم من حزب الوفد للإخوان المسلمين سراً وأنها ستحتاج في هذا الأمر إلى بعض المساعدة المالية من السفارة البريطانية. وإضافة لذلك، ستدخل الحكومة المصرية عملاء موثوقاً بهم في صفوف الإخوان لتراقب الأنشطة عن كثب.
كما تم الاتفاق على أنه «ينبغي بذل الجهد لإثارة الانقسام في الحزب باستغلال أي خلافات قد تحدث بين القائدين حسن البنا وأحمد السكري». كما سيقدم البريطانيون للحكومة قائمة بأعضاء الإخوان المسلمين الذين يعتبرونهم خطيرين، لكن لن تتخذ أي أعمال عدائية ضد المنظمة، بل كانت الاستراتيجية التي تم الاتفاق عليها هي «القتل عن طريق تقديم الأفضال». واتفق على أن يسمح للبنا بإصدار صحيفة ونشر مقالات «تؤيد المبادئ الديمقراطية» - ويعد ذلك طريقة جيدة «للمساعدة في تفكيك الإخوان»، كما أعلن أحد الحاضرين للاجتماع.
كذلك ناقش الاجتماع كيف أن الإخوان يشكلون «تنظيمات للتخريب» ويتجسسون لحساب النازي. كما وصفوا بأنهم تنظيم ديني وظلامي محدود لكنه يمكن أن يحشد «قوات للصدام في وقت الاضطرابات» بما في ذلك «فرق انتحارية». وبعضوية تقدر بنحو 100-200 ألف، كان الإخوان ضمناً معادين للأوروبيين، ومعادين للبريطانيين بصفة خاصة، وفي ضوء الوضع الاستثنائي في مصر، ومن ثم فقد كانوا يأملون في انتصار دول المحور، الذين تصوروا أنه سيجعلهم أصحاب النفوذ السياسي المسيطر في مصر.
وبحلول 1944م، كانت لجنة المخابرات السياسية البريطانية تصف الإخوان باعتبارهم خطراً محتملاً، لكنهم بقيادة ضعيفة؛ فقد اعتقدت أن البنا كان هو «الشخصية البارزة الوحيدة» وبدونه «يمكن أن ينهاروا بسهولة». بيد أن هذا التحليل القائل بإمكان زوال الجماعة جرت مراجعته في السنوات التالية، عندما تعهدها البريطانيون وتعاونوا معها في مواجهة العدو المتنامي للاستعمار في مصر.
وهكذا فإنه بحلول نهاية الحرب العالمية الثانية، توافرت لبريطانيا بالفعل خبرة كبيرة في التواطؤ مع القوى الإسلامية لتحقيق أهداف معينة، في حين أدرك المسئولون البريطانيون ً أن هذه القوى نفسها كانت بصفة عامة معرضة لسياسة بريطانيا الإمبريالية وأهدافها الاستراتيجية، كانوا أعواناً مؤقتين في ظروف محددة لتحقيق أهداف بعينها، عندما كانت بريطانيا تفتقر إلى حلفاء آخرين أو إلى قوة كافية خاصة بها لتفرض أولويتها. وتعمقت هذه السياسة البريطانية النفعية بصورة كبيرة في عالم ما بعد الحرب حيث زادت الحاجة للأعوان في مناخ عالمي أصبح أكثر اتساماً بالتحدي بقدر كبير.

## التعاون بين بريطانيا والإخوان
في الوقت نفسه الذي كانت فيه بريطانيا ترعى كاشاني[ ؟ ] في إيران، كانت أيضًا تتواطأ مع أقوى قوة إسلامية متطرفة في مصر، الإخوان المسلمين، ثانية لزعزعة استقرار ضم عدو قومي والإطاحة به. فقد كانت مصر هي مرتكز وضع بريطانيا في الشرق الأوسط، بقاعدتها العسكرية في منطقة قناة السويس وهي الأكبر في العالم، وبموجب أحكام المعاهدة الأنجلو مصرية التي أبرمت في 1936م كان قد سمح لبريطانيا بالاستمرار في استخدام القاعدة لمدة عشرين عاماً. لكن الهيمنة البريطانية على البلاد طفقت تتحداها حركة متنامية والإخوان المسلمون، ففي حين كان حليف لندن الرئيسي في البلاد هو حاكمها، الملك فاروق.
وقد قام المسئولون البريطانيون الذين كانوا يعملون مع القصر في مصر، بأول اتصالاتهم المباشرة مع الإخوان المسلمين في مصر 1941م. وقدموا الأموال للمنظمة. وبعد نهاية الحرب العالمية الثانية، كان تنظيم الإخوان المسلمين واحداً من الحزبين السياسيين اللذين يتمتعان بقاعدة جماهيرية في مصر، إلى جانب حزب الوفد الذي يضم الوطنيين المعتدلين، واستمر الملك فاروق يرى أن الإخوان مفيدون كحصن ضد الأفكار الاقتصادية والاجتماعية الراديكالية. والمعروف أن الإخوان المسلمين نقلوا معلومات للحكومة للمساعدة في مطاردتها المستمرة للشيوعيين الحقيقيين والمشتبه بهم، خاصة في النقابات والجمامعات. بيد أنه كان هناك على الدوام تعايش متقلقل في خضم المعارضة المتزايدة للوجود البريطاني وتيار من العنف صدم مصر بعد 1945م.
وسرعان ما تصاعدت المواجهة بين الإخوان – النزاعين لطرد «المحتل» الأجنبي والسعي لإقامة دولة إسلامية في نهاية المطاف - وبين البريطانيين والقصر. وشاعت في منطقة قناة السويس، الهجمات بالقنابل على القوات البريطانية، وادعت السلطات بانتظام أنها كانت تكتشف مخابئ أسلحة لدى الإخوان. كذلك حاول الإخوان القيام باغتيالات شتى بين 1945م و1948م، وكان رئيسان للوزارة، ورئيس للشرطة ووزيران من بين من ماتوا على أيديهم. وفي ديسمبر 1948م، عقب ادعاء السلطات اكتشاف مخابئ أسلحة سرية لدى الإخوان ومؤامرة للإطاحة بالنظام، تم حل التنظيم، وهو قرار من الواضح أن البريطانيين طالبوا الحكومة المصرية بأن تتخذه للقضاء على نشاطهم المعادي للبريطانيين. وبعد ثلاثة أسابيع، تم اغتيال رئيس الوزراء محمود النقراشي الذي أصدر أمر الحل على أيدي عضو من «الجهاز السري» للإخوان المسلمين، وهو الوحدة شبه العسكرية الإرهابية لديهم التي قامت بهجمات بالقنابل على البريطانيين في منطقة القناة.
وبحلول شهر يناير 1949م، كانت تقارير السفارة البريطانية في القاهرة تقول: إن الملك فاروق «سوف يسحق» الإخوان، بحملة ملاحقة كاسحة جديدة واعتقال ما يربو من 100 عضو. وفي الشهر التالي، تم اغتيال حسن البنا مؤسس الإخوان نفسه. ورغم أنه لم يتم التوصل للقاتل مطلقاً، فقد ساد الاعتقاد بأن الاغتيال قام به أعضاء البوليس السياسي، وأن القصر تستر عليه أو خطط له. وكان هناك تقرير لا لبس فيه لهيئات المخابرات الخارجية البريطانية يذكر:
لقد دبرت الحكومة الاغتيال بموافقة القصر.. فقد تقرر أنه ينبغي إزاحة حسن البنا من مسرح نشاطاته بهذه الطريقة؛ حيث إنه ما دام بقي حراً، فالأرجح أن يسبب إزعاجاً للحكومة، في حين أن اعتقاله سيؤدي يقيناً إلى مزيد من الاضطرابات مع أنصاره، الذين لا ريب في أنهم يعتبرونه شهيداً لقضيتهم.
بيد أن حجج النفي كانت قد أعدت فعلاً. فبعد ثلاثة أيام من الاغتيال، سجل السفير البريطاني، السير دونالد كامبل بعد لقاء بالملك فاروق «قلت له إنني أعتقد أن الاغتيال ربما قام به أحد أتباع حسن البنا المتطرفين، خوفاً منه، أو أنه اشتباهاً في أنه سيتخلى عن القضية». واخترع الملك فاروق بدوره هو أيضاً رواية تلقي المسئولية على «السعديين» (وهم مجموعة منقسمة على حزب الوفد، سميت باسم سعد زغلول، زعيم الحزب ورئيس الوزراء السابق). وكان الدبلوماسي الأقدم في السفارة البريطانية مصر بتستر على قتلة البنا لتغطيتهم.
وفي أكتوبر 1951م، انتخب الإخوان قائدهم الجديد، وهو القاضي السابق حسن الهضيبي، وهو شخصية لم ترتبط علناً بالإرهاب، واشتهر بمعارضته لعنف 45-1949م. بيد أن الهضيبي عجز عن أن يؤكد سيطرة الشيع المتصارعة أحياناً في التنظيم. وجدد الإخوان دعوتهم للجهاد ضد البريطانيين، داعين لشن هجمات على البريطانيين وممتلكاتهم، ونظموا مظاهرات ضد الاحتلال وحاولوا دفع الحكومة المصرية إلى إعلان حالة الحرب مع بريطانيا. وذكر تقرير للسفارة البريطانية من القاهرة في أواخر 1951م أن الإخوان «يملكون تنظيماً إرهابياً منذ عهد بعيد لم تقض عليه مطلقاً إجراءات الشرطة»، رغم الاعتقالات الأخيرة. بيد أن التقرير من جانب آخر قلل من شأن نوايا الإخوان تجاه البريطانيين، ذاكراً أنهم «يخططون لإرسال إرهابيين لمنطقة القناة» لكنهم «لا يعتزمون جعل تنظيمهم يتصادم مع قوات صاحبة الجلالة». ونبه تقرير آخر إلى أنه على الرغم من الإخوان المسلمين كانوا مسئولين عن بعض الهجمات على البريطانيين، فربما كان هذا يرجع إلى «عدم الانضباط، ويبدو أنه يتعارض مع سياسة قادتهم».
وفي الوقت نفسه، في ديسمبر 1951م، تُبين الملفات البريطانية التي رفعت عنها السرية أن المسئولين البريطانيين كانوا يحاولون ترتيب لقاء مباشر مع الهضيبي[ ؟ ]. وقد عقدت عدة اجتماعات مع أحد مستشاريه، فرخاني بيه وهو شخص لا يعرف عنه الكثير، رغم أنه من الواضح أنه لم يكن هو نفسه عضواً في الإخوان. وتدل البيانات المستمدة من الملفات على أن قادة الإخوان كانوا مستعدين تماماً للقا مع البريطانيين سراً، رغم دعوتهم العلنية لشن هجمات عليهم. وبحلول ذلك الوقت، كانت الحكومة المصرية تعرض على الهضيبي «رشاوى ضخمة» لمنع الإخوان من ارتكاب مزيد من أعمال العنف ضد النظام حسبما أوردت وزارة الخارجية.
وعندئذ، قامت مجموعة من ضباط الجيش الوطنيين الذين عقدوا العزم على الإطاحة بالملكية المصرية ومستشاريها البريطانيين، بالاستيلاء على السلطة في يوليو 1952م، وأعلنوا أنفسهم مجلساً لقيادة الثورة واختاروا اللواء محمد نجيب رئيساً له والعقيد جمال عبد الناصر نائباً للرئيس. وخلع ما يسمى «الضباط الأحرار» فاروق الموالي للبريطانيين، ونحوا جانباً الحرس القديم واعدين بسياسة خارجية مستقلة وإجراء تغيير داخلي واسع النطاق، خاصة القيام بإصلاح زراعي. وأدى نزاع نشب بين محمد نجيب وجمال عبد الناصر تدريجيًّا إلى عزل نجيب في أواخر 1954م وتولى عبد الناصر السلطة كاملة. وفي البداية ساند الإخوان الانقلاب، فقد أسعدتهم رؤية فاروق وهو يرحل، والواقع أنهم كانت لهم بعض الصلات المباشرة بالضباط الأحرار، ومن بينهم أنور السادات الذي وصف دوره فيما بعد بأنه كان وسيطاً فيما قبل الانقلاب بين الضباط الأحرار وحسن البنا. وقد كتب السير ريتشارد بومونت السفير البريطاني في القاهرة، وبعد أن خلف السادات عبد الناصر رئيساً في 1970م، يقول: «من الواضح أنه كان واحداً من الضباط الأحرار، يتم الاعتماد على صلته بهم للمساعدة في تدعيم أهدافهم السياسية.» ومنح الإخوان قادة الثورة تأييداً محلياً مهماً، وتم الحفاظ على العلاقات الطيبة باقي عام 1952م، وطوال العام التالي في معظمه.
وفي أوائل 1953م، اجتمع مسئولون بريطانيون مباشرة بالهضيبي[ ؟ ]، ظاهرياً لمعرفة موقف الإخوان تجاه المفاوضات الوشيكة بين بريطانيا والحكومة المصرية الجديدة بشأن جلاء القوات البريطانية من مصر، وكانت اتفاقية العشرين عاماً الموقعة في 1936م توشك أن تنتهى بعد فترة وجيزة كما هو مقرر. وحيث إن بعض الملفات البريطانية لا تزال قيد الرقابة، فليس من المعروف على وجه الدقة ما الذي حدث في هذه الاجتماعات، لكن ريتشارد ميتشل، المحلل الغربي الرئيسي لشئون الإخوان المسلمين المصريين وثق فيما بعد ما قاله عنها مختلف الأطراف - الحكومتان البريطانية والمصرية والإخوان المسلمون. ويخلص ميتشل إلى أن دخول الإخوان في هذه المفاوضات تم بطلب من البريطانيين وأثار صعوبات بالنسبة لمفاوضي الحكومة المصرية، موفراً «للجانب البريطاني أداة للتأثير». والواقع أن البريطانيين في سعيهم لاستطلاع وجهات نظر الإخوان المسلمين، كانوا يلمون بوزنهم في شئون الأمة، وكان الهضيبي في موافقته على إجراء المحادثات، يدعم هذه الفكرة وبذا يضعف موقف الحكومة. وأدانت حكومة عبد الناصر هذه الاجتماعات بين البريطانيين والإخوان باعتبارها «مفاوضات سرية من وراء ظهر الثورة» واتهمت المسئولين البريطانيين صراحة بأنهم يتآمرون مع الإخوان، كما اتهمت الهضيبي بأنه قبل شروطاً معينة للجلاء البريطاني من مصر تغل أيدي مفاوضي الحكومة.
ويبدو من المعلومات المحدودة المتوافرة، أن الاستراتيجية البريطانية هي إستراتيجية «فرق تسد» التقليدية، والتي تهدف لاكتساب «وسيلة للتأثير على النظام الجديد في سعيه لتحقيق مصالحه». واستغلال البريطانيين للإخوان المسلمين لم يكن يمكن إلا أن يفاقم التوترات بين نظام الإخوان ويقوي مركز الأخيرين. وتبين مذكرات داخلية بريطانية أن مسئولين بريطانيين أخبروا عبد الناصر عن بعض اجتماعاتهم مع الهضيبي[ ؟ ] وغيره من أعضاء جماعة الإخوان، وطمأنوه بالطبع بأن لندن لا تفعل شيئًا في الخفاء. بيد أن حقيقة إجراء المفاوضات نفسها زرعت بلا ريب الشك في عقل عبد الناصر بشأن جدارة الإخوان بالثقة. وفي ذلك الوقت، كان المسئولون البريطانيون يعتقدون أن الإخوان وجماعتهم شبه العسكرية كانا رهن إشارة السلطان العسكرية، وأن الإخوان كانوا يريدون أن يدفع النظام نوعاً من الثمن السخي لتأييدهم له، مثل تطبيق «دستور إسلامي».
كما تحتوي الملفات على مذكرة عن اجتماع عقد بين المسئولين البريطانيين والإخوان في 7 فبراير 1953م، أخبر فيه شخص اسمه أبو رقيق المستشار الشرقي للسفارة البريطانية، تريفور إيفانز، أنه «إذا بحثت مصر في كل أرجاء العالم عن صديق فلن تجد سوى بريطانيا». وفسرت السفارة البريطانية في القاهرة هذا التعليق بأنه يكشف عن وجود مجموعة داخل قادة الإخوان مستعده للتعاون مع بريطانيا، حتى وإن لم تتعاون مع الغرب (اذ كانوا عديمي الثقة في النفوذ الأمريكي). ويرد في ملاحظة مكتوبة بخط اليد في هذا الجزء من مذكرة السفارة: «إن هذا الاستنتاج له ما يبرره على ما يبدو وهو يدعو للدهشة». كما تلاحظ المذكرة أن الاستعداد للتعاون «ربما ينبع من تزايد نفوذ الطبقة الوسطى في الإخوان، مقارنة بالقيادة الشعبية في الأساس للحركة في أيام حسن البنا».
وأصبح الاستعداد الجلي للتعاون بين البريطانيين والإخوان أكثر أهمية بحلول نهاية 1953م، ففي ذلك الوقت كان نظام عبد الناصر يتهم الإخوان بمقاومة الإصلاح الزراعي وتدمير الجيش من خلال «جهازهم السري». وفي يناير 1954م، تصادم أنصار الحكومة والإخوان في جامعة القاهرة، وأصيب عشرات الأشخاص وجرى إحراق سيارة جيب تابعة للجيش. ودفع هذا عبد الناصر إلى حل التنظيم. وكان من بين القائمة الطويلة من الاتهامات الموجهة للإخوان في مرسوم الحل، الاجتماعات التي عقدها الإخوان مع البريطانيين، التي رفعها النظام فيما بعد إلى مستوى «معاهدة سرية».
وفي أكتوبر 1954م، وهو الوقت الذي كان الإخوان يسعون فيه إلى إثارة انتفاضة شعبية، حاول «الجهاز السري» اغتيال عبد الناصر وهو يخطب في الإسكندرية. وعقب ذلك جرى اعتقال مئات من الإخوان، في حين ذهب الذين هربوا إلى منفى في الخارج. وفي ديسمبر، تم شنق ستة من الإخوان. وتم سحق التنظيم بصورة فعالة. وكان سيد قطب من بين من اعتقلوا وعذبوا بوحشية، وكان عضواً في مجلس الإرشاد، وحكم عليه بالسجن خمسة وعشرين عاماً أشغالاً شاقة، وقد أصبح بحلول الستينيات من المنظرين الأساسيين للتطرف الإسلامي بكتاباته في سجن عبد الناصر.
وبعد فشل محاولة اغتيال عبد الناصر، بعث إليه ونستون تشرشل رئيس الوزراء رساله شخصية يقول فيها: «أهنئك بنجاتك من الهجوم الخسيس الذي وقع على حياتك في الإسكندرية مساء أمس.» بيد أنه سرعان ما بدأ البريطانيون يتآمرون مرة ثانية مع الناس أنفسهم لتحقيق الغايات نفسها.
وخلال سنوات ثلاث من النظام الجديد، شملت إصلاحات عبد الناصر الداخلية إعادة توزيع الأراضي لصالح فقراء الريف، واتخاذ خطوات نحو تعزيز الإصلاح الدستوري للحكم ليحل محل الحكم المطلق. وفي يوليو 1955م، لاحظ السير رالف ستيفنسون السفير البريطاني في القاهرة الذي كان قد تقرر رحيله، أن النظام كان «جيداً بقدر ما كانت أي حكومة مصرية سابقة منذ 1922م، وهو أفضل من أي نظام في إحدى النواحي، ألا وهو محاولته أن يفعل شيئاً لشعب مصر، بدلاً من مجرد الحديث عنه». وحاج ستيفستون هارولد ماكميلان وزير الخارجية في حكومة أنطوني إيدن «بأنهم قادة مصر يستحقون، في رأيي، كل مساعدة تستطيع بريطانيا العظمى أن تقدمها لهم على الوجه الصحيح.» وبعد كتابه هذه المذكرة بتسعة شهور، قرر البريطانيون إزاحة عبد الناصر.
كان البريطانيون والأمريكيون قد أصبحوا منخرطين حينذاك في تشكيلة متنوعة من المؤامرات للانقلاب ضد سوريا والسعودية، كذلك مصر، باعتبارها جزءاً من عملية إعادة تنظيم أكبر مخططة للشرق الأوسط لدحر «فيروس القومية العربية». وحسبما جاء في مذكرة بالغة السرية لوزارة الخارجية، فإن أيزنهاور رئيس الولايات المتحدة وصف للبريطانيين «الحاجة إلى خطط ميكافيلية رفيعة المستوى للتوصل لوضع الشرق الأوسط موات لمصالحنا» يمكنه أن «يقسم العرب ويهزم أهداف أعدائنا.»
وفي مارس 1956م، عزل حسين ملك الأردن الجنرال البريطاني جون جلوب قائد الفيلق العربي، وهي خطوة حمل إيدن وبعض المسئولين البريطانيين مسئوليتها لنفوذ عبد الناصر. وعندئذ كانت الحكومة البريطانية قد خلصت إلى أنها لم تعد تستطيع العمل مع عبد الناصر، وأن تخطيطاً بريطانيا وأمريكياً جاداً للإطاحة بنظامه قد بدأ، وأخبر إيدن وزير خارجيته الجديد، أنطوني ناتنج أنه يريد «اغتيال» عبد الناصر. وكان هذا قبل اتخاذ الأخير لقراره بتأميم قناة السويس في يوليو 1956م، وهو عمل «كان من المحتم أن يؤدي إلى خسارة مصالحنا ومصادر قوتنا الواحدة تلو الأخرى في الشرق الأوسط»، كما شرح إيدن في مذكراته، خائفاً من تأثير التداعي الذي سيترتب على الإجراء الذي اتخذته مصر. وقد شرح الموقف إيفون كيرباتريك الوكيل الدائم لوزارة الخارجية، قائلاً: «إذا سمحنا لعبد الناصر أن يفلت بضربته في قناة السويس، فإن العاقبة ستتمثل في القضاء على الملكية في السعودية»؛ وذلك لخوفه من أن تستلهم القوى الوطنية تحدي عبد الناصر الناجح للغرب في مصر.
ويقول الكاتب: لا يزال الكثير من القوات البريطانية الخاصة «بأزمة قناة السويس» قيد الرقابة، لكن بعض المعلومات تسربت على مر السنين حول مختلف المحاولات البريطانية للإطاحة بعبد الناصر أو اغتياله. وانطوت واحدة على الأقل من هذه الخطط على التآمر مع الإخوان المسلمين. ويلاحظ ستيفن دوريل أن نيل «بيل» ماكلين المسئول التنفيذي السابق عن العمليات الخاصة وعضو البرلمان، وجوليان إيمرى، سكرتير «مجموعة السويس» من أعضاء البرلمان، ونورمان دارشير رئيس محطة المخابرات الخارجية البريطانية في جنيف، أجروا جميعاً اتصالات بالإخوان المسلمين في سويسرا، وكان ذلك في هذه المرة جزءاً من علاقاتهم السرية مع المعارضة لعبد الناصر، ولم يظهر مطلقاً مزيد من التفاصيل عن اجتماعات جنيف هذه، ولكنها ربما انطوت على بحث لتنفيذ محاولة للاغتيال وإقامة حكومة في المنفى تحل محل عبد الناصر بعد حرب السويس. وفي سبتمبر 1956م، كانت إيفون كيرباتريك على اتصال مع مسئولين سعوديين في جنيف، أخبروه بوجود «معارضة سرية ضخمة لعبد الناصر على قناة السويس إلى القضاء على المقاومة المصرية، وهو ما يحتمل أن يعني الإخوان المسلمين».
وعلى وجه التأكيد، كان المسئولون البريطانيون يرصدون بانتباه أنشطة الإخوان المعادية للنظام، ويعترفون بأنها قادرة على أن تشكل تحدياً جاداً لعبد الناصر. وهناك أيضًا أدلة على أن البريطانيين أجروا اتصالات مع التنظيم في أواخر 1955م، عندما زار بعض الإخوان الملك فاروق، الذي كان حينذاك منفياً في إيطاليا، لبحث التعاون ضد عبد الناصر. ومنح حسين ملك الأردن قادة الإخوان جوازات سفر دبلوماسية لتيسير تحركاتهم لتشكيل تنظيمات ضد عبد الناصر، في حين قدمت السعودية التمويل. كما وافقت وكالة المخابرات المركزية على تمويل السعودية للإخوان، ليعملوا ضد عبد الناصر، حسبما قال روبرت باير المسئول السابق بالوكالة.
وفي أغسطس 1956م، اكتشفت السلطات المصرية حلقة تجسس بريطانية في البلاد، وألقت القبض على أربعة من رعايا بريطانيا، ومنهم جيمس سوينبرن، وكان يعمل مدير أعمال في وكالة الأنباء العربية، وهي واجهه لهيئة المخابرات المركزية في القاهرة. وتم طرد اثنين من الدبلوماسيين البريطانيين تورطا في جمع الاستخبارات. ومن الواضح مثلما لاحظ دوريل، أنهما كانا على اتصال «بعناصر طلابية لها اتجاهات دينية» بفكرة تشجيع أعمال الشغب التي يقوم بها الأصوليون، والتي يمكن أن توفر مسوغاً للتدخل العسكري لحماية أرواح الأوروبيين.
وفي أكتوبر، شنت بريطانيا في تحالف سري مع فرنسا وإسرائيل، غزواً على مصر للإطاحة بعبد الناصر، لكن رفض الولايات المتحدة تأييد التدخل هو في الأساس الذي أوقفه. وتم الاضطلاع بالغزو والبريطانيون يدركون أن الإخوان المسلمون قد يصبحون هم المستفيد الأول، ويشكلون حكومة ما بعد عبد الناصر، وتبين المذكرات أن المسئولين البريطانيين كانوا يعتقدون في هذا السيناريو القائم على «الاحتمال» أم «الترجيح». ومع ذلك، ففي انعكاس لصدى نتائج تقييم كاشاني[ ؟ ] زعيماً محتملاً في إيران خشي المسئولون البريطانيون من أن ينتج استيلاء الإخوان على السلطة، «شكلاً أكثر تطرفاً من الحكم» في مصر. ومرة ثانية، فإن هذا لم يوقفهم عن العمل مع هذه القوى.
وبعد هزيمة عبد الناصر للبريطانيين ببضعة أشهر، كان تريفور إيفانز، وهو المسئول الذي قاد الاتصالات البريطانية مع الإخوان قبل أربع سنوات، يكتب مذكرات في مطلع 1957م يوصي فيها بأن «اختفاء نظام عبد الناصر ... يجب أن يكون هدفنا الأول». ولاحظ مسئولون آخرون أن الإخوان ظلوا نشيطين ضد عبد الناصر في الداخل والخارج على حد سواء، خاصة في الأردن؛ حيث كان يتم شن «حملة دعاية ضارية» ضده. وتبين هذه المذكرات أن بريطانيا ستواصل التعاون مع هذه القوى في المستقبل القريب - وقد حدث هذا فعلاً.
ومن ثم، فقد كانت بريطانيا مستعدة في كل من إيران ومصر للتآمر مع القوى المتأسلمة، واستخدامها ثانية لتحقيق غايات إمبريالية، كجزء من ترسانة للأسلحة تستخدم في العمل السري. ولم تعتبر هذه القوى حليفاً استراتيجياً، وإنما كان من المسلم به أنها معادية تماماً للبريطانيين. والمدهش أن بريطانيا لجأت للعمل مع هذه القوى وهي تعلم أنها حتى أكثر عداء للبريطانيين من النظم التي كانت هوايتهول تحاول الإطاحة بها. وكانت جدواها تتمثل في عضلاتها وقدرتها على التأثير على الأحداث، بالعمل كفرق صدام لمساعدة بريطانيا في استقالتها للاحتفاظ ببعض نفوذها في عالم ما بعد الحرب؛ حيث أخذت قوتها تذوي. وتكرر اللجوء إلى التعاون مع هذه القوى، مهما كانت معادية للبريطانيين ومهما كان تعارضها مع المصالح طويلة الأجل، في العقود الأخيرة، حتى عندما ظهرت في الصورة الجماعات الجهادية الصريحة.

## فهرس محتويات الكتاب
- تصدير الطبعة العربية.
- مقدمة.

صورة الغلاف الخلفي للكتاب باللغة الإنجليزية.

- الفصل الأول: سياسة فرَّق تَسُد الإمبريالية.

1. خلق شرق أوسط جديد.
2. ميلاد التحالف السعودي.
3. أسيا الوسطى والعراق.
4. فلسطين والمفتي.
5. مصر والإخوان المسلمون خلال الحرب.

- الفصل الثاني: التقسيم في الهند وفلسطين.

1. احتفظوا بقطعة من الهند.
2. التقسيم وحرب فلسطين.
3. معضلة جامعة العرب.

- الفصل الثالث: قوات الصدام في إيران ومصر.

1. العمل مع آية الله.
2. التعاون مع الإخوان.

- الفصل الرابع: الإسلام في مواجهة القومية.

1. مثلما تكونون يولى عليكم.
2. جدوى الإخوان في سوريا.
3. الوقوف لجانب الإخوان في الأردن.
4. تحالف سري في إندونيسيا.

- الفصل الخامس: رسالة الإسلام العالمية.

1. الرسالة ومناصروها البريطانيون.
2. المذبحة الإندونيسية.
3. تصفية الحساب في الشرق الأوسط.

- الفصل السادس: أسلحة تحت الطلب في الأردن ومصر.

1. على الجانب نفسه مثل الإخوان مرة ثانية.
2. أسلمة مصر.

- الفصل السابع: السعوديون والثورة الإيرانية.

1. العصر الجديد السعيد.
2. تعهد آية الله.

- الفصل الثامن: التدرب على الإرهاب: الجهاد الإسلامي.

1. جهاد إسلامي واحد، اثنان، ثلاثة.
2. تنظيم الجهاد.
3. العمل السري البريطاني.
4. تصفية الحساب.

- الفصل التاسع: الدكتاتور والملك وآية الله.

1. الدكتاتور: الإرهاب سياسة للدولة.
2. الملك: السير في ركاب السعوديين.
3. تسليح آية الله.

- الفصل العاشر: احتضان القاعدة.

1. قاعدة بن لادن في لندن.

- الفصل الحادي عشر: موجة باكستان العارمة تجتاح آسيا الوسطى.

1. كشمير ورد الفعل البريطاني.
2. انقلابات بريطانية للغاية.
3. تقديم المساعدة لطالبان.

- الفصل الثاني عشر: حرب خفية في البوسنة.

1. الجهاد في أوروبا.

- الفصل الثالث عشر: قتل القذافي والإطاحة بصدام.
- الفصل الرابع عشر: مؤمرات في جنوب البلقان.
- الفصل الخامس عشر: قرائن 11 سبتمبر.
- الفصل السادس عشر: لندنستان: «ضوء أخضر للإرهاب».
- الفصل السابع عشر: 7 يوليو ومحور لندن إسلام أباد.
- الفصل الثامن عشر: مواجهة الشرق الأوسط الجديد.
- الفصل التاسع عشر: التحالف مع العدو: العراق وأفغانستان.
- الهوامش.